# Râul Dârnăul Mic
Râul Dârnăul Mic este curs de apă afluent al râului Bâsca Mare. 

## Hărți
- Harta Turistică Covasna